# 朗松 (上比利牛斯省)
朗松（法語：Lançon，法語發音：[lɑ̃sɔ̃]）是法国上比利牛斯省的一个市镇，属于巴涅尔德比戈尔区。

## 地理
朗松（42°53'8"N, 0°22'0"E）面积2.8 平方千米，位于法国奧克西塔尼大區上比利牛斯省，该省份为法国西南部内陆省份，北至热尔省，西接大西洋比利牛斯省，南与西班牙接壤，东临上加龙省。
与朗松接壤的市镇（或旧市镇、城区）包括：阿罗、博代尔卢龙、卡代阿克、卡佐代巴、古奥、格雷济扬。

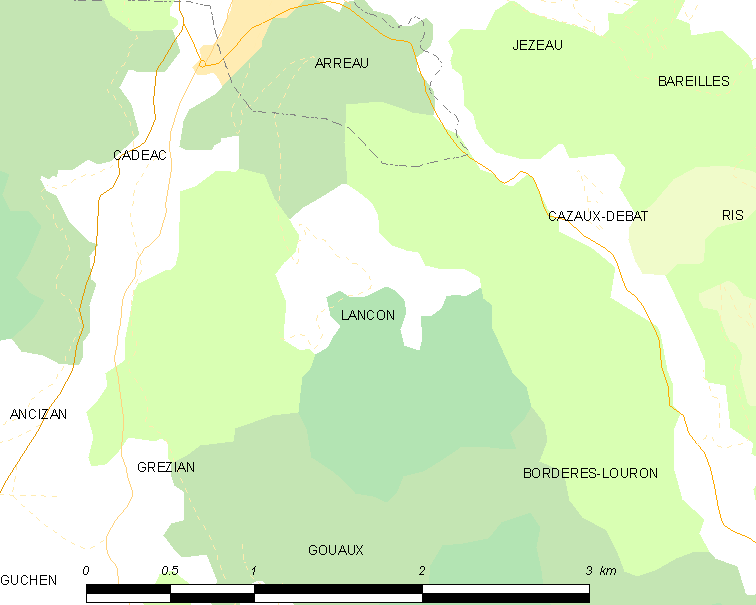
的OSM定位图

朗松的时区为UTC+01:00、UTC+02:00（夏令时）。

## 行政
朗松的邮政编码为65240，INSEE市镇编码为65255。

## 政治
朗松所属的省级选区为内斯特-欧尔-卢龙县。

## 人口

1962-2008年间人口变化图示

朗松于2022年1月1日时的人口数量为30人。